# Майстер спорту України

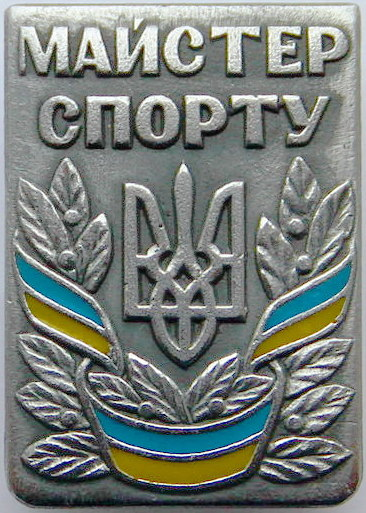
Майстер спорту України

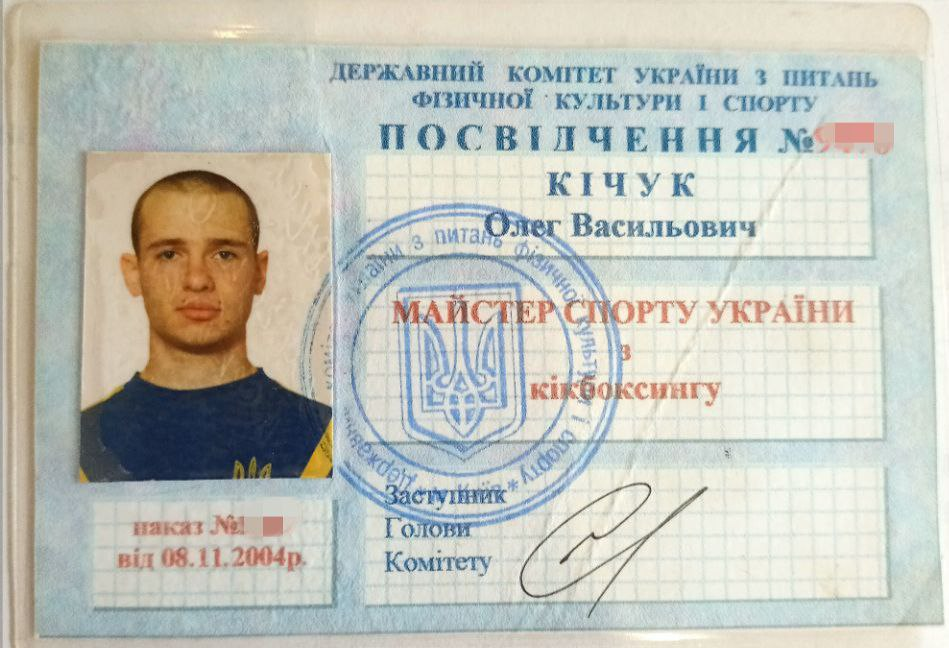
Посвідчення майстра спорту з кікбоксингу Кічука Олега

Майстер спорту України — почесне спортивне звання, яке встановили у 1993 році. Присуджують спортсменам, які зробили вагомий внесок у досягнення українського спорту і зробили з його норматив, який дає право на присвоєння звання «Майстер спорту України» у своєму виді спорту. За спортивні звання «заслужений тренер», «заслужений майстер спорту» — у розмірі 20 відсотків, «майстер спорту міжнародного класу» — 15 відсотків, «майстер спорту» — 10 відсотків посадового окладу (ставки заробітної плати). За постановою 2014 року надбавки за почесні та спортивні звання встановлюють працівникам, незалежно, чи їх діяльність за профілем збігається з наявним почесним або спортивним званням (але тільки на державних посадах). За наявності двох або більше звань надбавки встановлюють за одним (вищим) званням. 

## Умови присвоєння спортивного звання «Майстер спорту України»
Спортивне звання «Майстер спорту України» присвоюють спортсменам — громадянам України, спортсменам — іноземцям, особам без громадянства, що живуть в Україні законно, за їхнє виконання кваліфікаційних норм та вимог до їхнього виду спорту, які затвердили за законом, за умови наявності у суддівській колегії на всеукраїнських змаганнях трьох суддів національної або міжнародної категорії.

В ігрових видах спорту кваліфікаційні норми та вимоги до спортивного звання «Майстер спорту України» визнають виконаними, якщо учасника команди внесли до заявочного листка стартового протоколу змагань, і він змагався і зіграв не менше ніж 50% ігор за календарем змагань за ними.

Особам, яким присвоєно почесне спортивне звання «Майстер спорту України» видають нагрудний знак і номерне посвідчення. У посвідченні є фотографія та пишуть прізвище, ім'я та по батькові, вид спорту, номер наказу та його дата. У цьому посвідченні має бути особистий підпис майстра спорту України.
Звання «Майстер спорту України» не дає права на надбавку до пенсії.